# Vorratsinvestition
Vorratsinvestition (oder Lagerinvestition) ist in der Volkswirtschaftslehre eine Investition, die zur Erhöhung der Lagerbestände führt.

## Allgemeines
Als Vorräte kommen Roh-, Hilfs- und Betriebsstoffe, Halbfabrikate, Zwischenprodukte sowie Vorleistungsgüter und Fertigerzeugnisse (Konsumgüter, Investitionsgüter) in Frage. Werden sie auf Lager genommen, müssen sie durch Barzahlung oder Verbindlichkeiten (Lieferantenkredite oder Bankkredite) bezahlt oder finanziert werden, wodurch eine die Rentabilität belastende Kapitalbindung entsteht. Der Beschaffungsvorgang ist die eigentliche Vorratsinvestition.  

## Volkswirtschaftslehre
Die Vorratsinvestition bildet zusammen mit der Erweiterungsinvestition und der Ersatzinvestition die Bruttoinvestitionen. Der zentrale Aspekt der Lagerinvestition liegt darin, dass es geplante (erwünschte) und ungeplante (unerwünschte) Lagerinvestitionen gibt. Geplante entstehen bei einem gewollten Lageraufbau, etwa weil kurzfristig eine höhere Nachfrage oder steigende Marktpreise zu erwarten sind. Ist dagegen die Nachfrage unerwartet niedrig oder es sind – bei konstanter Produktionsmenge – sinkende Preise zu erwarten, liegt eine ungeplante Lagerinvestition vor.
Die Lagerinvestitionen schwanken im Konjunkturzyklus stärker als alle übrigen Komponenten der Nachfrage. Beim Aufschwung rechnen die Unternehmen mit Verknappungstendenzen und steigenden Preisen, so dass sie ihre Lager aufstocken, bei der Rezession werden die Läger wieder geräumt. Allerdings kann während der Rezession auch ein ungeplanter Lageraufbau eintreten, wobei das Absatzrisiko zunimmt. Vorratsinvestitionen sind deshalb im Aufschwung positiv, in der Rezession eher negativ. 
Auf die Lagerinvestition angewandt, besagt der Lagerakzelerator, dass die geplante Vorratsinvestition von der Nachfrageveränderung bzw. von der Veränderung des Absatzvolumens abhängt. Der einfache Lagerakzelerator {\displaystyle a} betrifft das Verhältnis zwischen dem optimalen Lagerbestand {\displaystyle V} und dem Absatzvolumen {\displaystyle y}:
{\displaystyle V_{t}=a\cdot y_{t}},
so dass die Vorratsinvestition {\displaystyle I_{t}}
{\displaystyle I_{t}=V_{t}-V_{t-1}=a_{yt}-y_{t-1}}
die Verzögerung um eine Periode darstellt. Die Vorratsinvestitionen gelten als Frühindikatoren, weil die Unternehmen Konjunkturveränderungen meist in ihren Lägern antizipieren.  

## Betriebswirtschaftslehre
In der Gewinn- und Verlustrechnung spielen die Vorratsveränderungen eine besondere Rolle, weil sie gemäß § 275 Abs. 2 Nr. 2 HGB im Gesamtkostenverfahren einen Korrekturposten zwischen den Umsatzerlösen und der Gesamtleistung darstellen. Entweder wurde bis zum Bilanzstichtag ins Lager produziert (positive Bestandsveränderung) oder aus dem Lagerbestand des Vorjahres verkauft (negative Bestandsveränderung). Die Lagerkosten (Lagermiete oder Abschreibungen auf eigene Lagerhallen, Personalkosten des Personals, Versicherungsprämien) sind insbesondere bei lagerintensiven Unternehmen wie im Handel ausschlaggebend ebenso wie das Lagerrisiko.